# Société Bic
Société Bic S.A. (nazywana potocznie Bic) – francuskie przedsiębiorstwo założone w 1945 roku przez barona Marcela Bicha i Edouarda Buffarda, mające swoją siedzibę w Clichy.
Przedsiębiorstwo zajmuje się produkcją tanich produktów jednorazowego użytku, takich jak np. długopisy, ołówki, zapalniczki, zapalarki oraz maszynki do golenia. Dodatkowo Bic skupia znane na rynku marki: Ballograf, Conte, Sheaffer, WiteOut oraz Tipp-Ex.
Firma rozwija oddziały w dwóch branżach: Bic Sport, oferujący szeroki asortyment produktów do sportów wodnych i Bic Graphic, oferujący różnorodne produkty promocyjne (gadżety). Produkty Bica sprzedawane są w ponad 160 krajach. Każdego dnia konsumenci kupują 22 mln artykułów piśmienniczych. 
W listopadzie 2018 ogłoszono zbycie marki Bic Sport (m.in. deski surfingowe, deski windsurfingowe) na rzecz estońskiej firmy Tahe Outdoors, co wiąże się z zamknięciem fabryki w Vannes.